# Săgagea, Alba
Săgagea este un sat în comuna Poșaga din județul Alba, Transilvania, România.

 Acest articol despre o localitate din județul Alba este deocamdată un ciot. Puteți ajuta Wikipedia prin completarea lui.